# پالیگراتسه
پالیگراتسه (به صربی: Paligrace) یک منطقهٔ مسکونی در صربستان است که در نیش واقع شده‌است. پالیگراتسه ۳۵۸ متر بالاتر از سطح دریا واقع شده‌است.